# Zhengjiaji
Zhengjiaji (kinesiska: 郑家集, 郑家集乡) är en socken i Kina. Den ligger i provinsen Henan, i den centrala delen av landet, omkring 210 kilometer sydost om provinshuvudstaden Zhengzhou. Antalet invånare är 25 075. Befolkningen består av 13 313 kvinnor och 11 762 män. Barn under 15 år utgör 27,0 %, vuxna 15-64 år 63 %, och äldre över 65 år 8,0 %.
Genomsnittlig årsnederbörd är 1 012 millimeter. Den regnigaste månaden är augusti, med i genomsnitt 187 mm nederbörd, och den torraste är januari, med 13 mm nederbörd.